# David Franzoni
David Harold Franzoni (Vermont, 4 marzo 1947) è uno sceneggiatore e produttore cinematografico statunitense, vincitore nell'edizione del 2001 dei premi Oscar del premio per il miglior film, per aver co-prodotto il film colossal Il gladiatore.

## Biografia

### Carriera
I film più noti per cui ha scritto sceneggiature sono: King Arthur, Il gladiatore, Amistad e Jumpin' Jack Flash.
Franzoni ha stretti legami con la DreamWorks Pictures e Steven Spielberg.
Si è laureato presso l'Università del Vermont.
Franzoni risiede attualmente a Malibù, in California.

## Filmografia parziale

### Soggetto
- Amistad, regia di Steven Spielberg (1997)
- Il gladiatore (Gladiator), regia di Ridley Scott (2000)

### Sceneggiatore
- Jumpin' Jack Flash, regia di Penny Marshall (1986)
- Amistad, regia di Steven Spielberg (1997)
- Il gladiatore (Gladiator), regia di Ridley Scott (2000)
- King Arthur, regia di Antoine Fuqua (2004)

### Produttore
- Il gladiatore (Gladiator), regia di Ridley Scott (2000)
- Il gladiatore 2 (Gladiator II), regia di Ridley Scott (2024)